# Европско првенство у атлетици у дворани 2011 — 3.000 метара за мушкарце
Такмичење у дисциплини трчања на 3.000 метара у мушкој конкуренцији на Европском првенству у атлетици 2011. у Паризу одржано је 4. марта (квалификације) а 5. марта (финале).
Титулу освојену у Торину 2009, одбранио је Мохамед Фара из Уједињеног Краљевства.

## Земље учеснице
Учествовало је 26 такмичара из 16 земаља.
1. Азербејџан (1)
2. Белорусија (2)
3. Ирска (1)
4. Италија (2)
5. Јерменија (1)
6. Норвешка (1)
7. Пољска (1)
8. Португалија (1)
9. Русија (3)
10. Турска (2)
11. Украјина (1)
12. Уједињено Краљевство (2)
13. Финска (1)
14. Француска (3)
15. Шведска (1)
16. Шпанија (3)

## Сатница
| Датум   | Време |               |
| ------- | ----- | ------------- |
| 4. март | 11:15 | Квалификације |
| 5. март | 16:50 | Финале        |

## Рекорди
| Рекорди пре почетка Европског првенства 2011. | Рекорди пре почетка Европског првенства 2011. | Рекорди пре почетка Европског првенства 2011. | Рекорди пре почетка Европског првенства 2011. | Рекорди пре почетка Европског првенства 2011. |
| --------------------------------------------- | --------------------------------------------- | --------------------------------------------- | --------------------------------------------- | --------------------------------------------- |
| Светски рекорд                                | Данијел Комен Кенија                          | 7:24,90                                       | Будимпешта, Мађарска                          | 6. фебруар 1998                               |
| Европски рекорд                               | Серхио Санчез Шпанија                         | 7:32,41                                       | Валенсија, Шпанија                            | 13. фебруар 2010                              |
| Рекорди европских првенстава                  | Мохамед Фара Уједињено Краљевство             | 7:40,17                                       | Мадрид, Шпанија                               | 7. март 2009                                  |
| Најбољи светски резултат сезоне у дворани     | Јенев Аламирев Етиопија                       | 7:27,80                                       | Штутгарт, Немачка                             | 5 фебруар 2011                                |
| Европски рекорд сезоне у дворани              | Мохамед Фара Уједињено Краљевство             | 7:35,81                                       | Бостон, САД                                   | 5. фебруар 2011                               |

## Најбољи европски резултати у 2011. години
Десет најбољих европских атлетичара на 3.000 метара у дворани 2011. године пре почетка првенства (4. марта 2011), имали су следећи пласман на европској и светској ранг листи. (СРЛ),
| 1.  | Мохамед Фара     | Велика Британија | 7:35,81 | 5. фебруар  | 5. СРЛ  |
| 2.  | Хајле Ибрахимов  | Азербејџан       | 7:42,54 | 13. фебруар | 10. СРЛ |
| 3.  | Јоан Ковал       | Велика Британија | 7:46,19 | 13. фебруар | 13. СРЛ |
| 4.  | Халил Акаш       | Турска           | 7:48.41 | 13. фебруар | 17. СРЛ |
| 5.  | Јоан Диран       | Француска        | 7:50,52 | 12. фебруар | 20. СРЛ |
| 6.  | Хесус Еспања     | Шпанија          | 7:50,70 | 19. фебруар | 21. СРЛ |
| 7.  | Сергеј Иванов    | Русија           | 7:51,30 | 16. фебруар | 22. СРЛ |
| 8.  | Руи Силва        | Португалија      | 7:51,60 | 27. фебруар | 24. СРЛ |
| 9.  | Валентин Смирнов | Русија           | 7:51,88 | 16. фебруар | 25. СРЛ |
| 10. | Виктор Гарсија   | Шпанија          | 7:51,95 | 19. фебруар | 26. СРЛ |

Такмичари чија су имена подебљана учествовали су на ЕП 2011.

## Освајачи медаља
|                                   |                            |                   |
| Мохамед Фара Уједињено Краљевство | Хајле Ибрахимов Азербејџан | Халил Акаш Турска |

## Стартна листа
Табела представља листу такмичара пре почетка првенства у трци на 3.000 метара у дворани са њиховим најбољим резултатом у сезони 2011, личним рекордом и националним рекордом земље коју представљају.
| Група | Стаза | СБ  | Атлетичар                | Земља                | ЛР      | ЛРС     | НР      |
| ----- | ----- | --- | ------------------------ | -------------------- | ------- | ------- | ------- |
| 1.    | 1.    | 153 | Нордин Жезар             | Француска            | 7:52,21 | 7:52,21 | 7:33,73 |
| 1.    | 2.    | 95  | Франсиско Хавијер Алвес  | Шпанија              | 7:46,59 | 7:52,40 | 7:32,41 |
| 1.    | 3.    | 256 | Данијеле Меучи           | Италија              | 7:56,53 | 7:59,58 | 7:41,05 |
| 1.    | 4.    | 340 | Сергеј Иванов            | Русија               | 7:48,18 | 7:51,30 | 7:42,54 |
| 1.    | 5.    | 175 | Мохамед Фара             | Уједињено Краљевство | 7:34,47 | 7:35,81 | 7:34,47 |
| 1.    | 6.    | 328 | Руи Силва                | Португалија          | 7:39,44 | 7:51,60 | 7:39,44 |
| 1.    | 7.    | 9   | Севак Јегикјан           | Јерменија            | 8:52,58 |         | 8:52,58 |
| 1.    | 8.    | 408 | Микола Лабовски          | Украјина             | 8:04,53 | 8:04,53 | 7:41,01 |
| 1.    | 9.    | 302 | Бјернар Устад Кристенсен | Норвешка             | 7:58,29 | 7:58,29 | 7:47,59 |
|       |       |     |                          |                      |         |         |         |
| 2.    | 1.    | 23  | Хајле Ибрахимов          | Азербејџан           | 7:42,54 | 7:42,54 | 7:42,54 |
| 2.    | 2.    | 142 | Флоријан Карваљо         | Француска            | 7:53,11 | 7:53,11 | 7:33,73 |
| 2.    | 3.    | 388 | Адил Буафиф              | Шведска              | 7:57,23 | 7:57,23 | 7:48,44 |
| 2.    | 4.    | 315 | Лукаш Паршчињски         | Пољска               | 7:54,29 | 7:54,29 | 7:54,04 |
| 2.    | 5.    | 399 | Мерт Гирмалегесе         | Турска               | 7:45,46 |         | 7:45,46 |
| 2.    | 6.    | 45  | Сјархеј Чабјарак         | Белорусија           | 8:00,59 | 8:00,59 | 7:45,50 |
| 2.    | 7.    | 130 | Јонас Хам                | Финска               | 8:01,94 | 8:01,94 | 7:52,97 |
| 2.    | 8.    | 99  | Хесус Еспања             | Шпанија              | 7:42,70 | 7:50,70 | 7:32,41 |
| 2.    | 9.    | 355 | Валентин Смирнов         | Русија               | 7:51,88 | 7:51,88 | 7:42,54 |
|       |       |     |                          |                      |         |         |         |
| 3.    | 1.    | 171 | Енди Бадели              | Уједињено Краљевство | 7:45,10 | 7:54,60 | 7:34,47 |
| 3.    | 2.    | 398 | Халил Акаш               | Турска               | 7:45,74 | 7:48,41 | 7:45,46 |
| 3.    | 3.    | 255 | Стефано Ла Роза          | Италија              | 7:53,86 | 7:53,86 | 7:41,05 |
| 3.    | 4.    | 52  | Сјархеј Платонау         | Белорусија           | 8:00,81 | 8:00,81 | 7:45,50 |
| 3.    | 5.    | 149 | Јоан Диран               | Француска            | 7:50,52 | 7:50,52 | 7:33,73 |
| 3.    | 6.    | 101 | Виктор Гарсија           | Шпанија              | 7:51,95 | 7:51,95 | 7:32,41 |
| 3.    | 7.    | 237 | Ден Малхер               | Ирска                | 8:01,00 | 8:01,01 | 7:38,59 |
| 3.    | 8.    | 346 | Јегор Николајев          | Русија               | 7:57,18 | 7:57,18 | 7:42,54 |

## Резултати

### Квалификације
Атлетичари су били подељени у тру групе. У финале су се пласирала по тројица првопласираних из сваке групе (КВ) и тројица на основу постигнутог резултата (кв).
| Плас. | Група | Атлетичар                | Земља                | Резултат | Белешка |
| ----- | ----- | ------------------------ | -------------------- | -------- | ------- |
| 1.    | 2     | Хајле Ибрахимов          | Азербејџан           | 8:00,36  | КВ      |
| 2.    | 2     | Флоријан Карваљо         | Француска            | 8:00,90  | КВ      |
| 3.    | 3     | Јоан Диран               | Француска            | 8:01,24  | КВ      |
| 4.    | 3     | Халил Акаш               | Турска               | 8:01,38  | КВ      |
| 5.    | 2     | Хесус Еспања             | Шпанија              | 8:01,56  | КВ      |
| 6.    | 3     | Енди Бадели              | Уједињено Краљевство | 8:01,56  | КВ      |
| 7.    | 3     | Стефано ла Роза          | Италија              | 8:01,89  | кв      |
| 8.    | 2     | Мерт Гирмалегесе         | Турска               | 8:02,12  | кв      |
| 9.    | 1     | Мохамед Фара             | Уједињено Краљевство | 8:02,37  | КВ      |
| 10.   | 3     | Сјархеј Платонау         | Белорусија           | 8:02,46  | кв      |
| 11.   | 1     | Руи Силва                | Португалија          | 8:02,69  | КВ      |
| 12.   | 1     | Данијеле Меучи           | Италија              | 8:02,71  | КВ      |
| 13.   | 1     | Франсиско Хавијер Алвес  | Шпанија              | 8:02,90  |         |
| 14.   | 2     | Лукаш Паршчињски         | Пољска               | 8:03,14  |         |
| 15.   | 3     | Ден Малхер               | Ирска                | 8:04,57  |         |
| 16.   | 2     | Сјархеј Чабјарак         | Белорусија           | 8:05,29  |         |
| 17.   | 1     | Сергеј Иванов            | Русија               | 8:07,27  |         |
| 18.   | 1     | Микола Лабовски          | Украјина             | 8:08,17  |         |
| 19.   | 1     | Нордин Жезар             | Француска            | 8:10,69  |         |
| 20.   | 3     | Виктор Гарсија           | Шпанија              | 8:11,31  |         |
| 21.   | 1     | Бјернар Устад Кристенсен | Норвешка             | 8:11,63  |         |
| 22.   | 3     | Јегор Николајев          | Русија               | 8:13,01  | кв *    |
| 23.   | 2     | Јонас Хам                | Финска               | 8:16,51  |         |
| 24.   | 2     | Адил Буафиф              | Шведска              | 8:20,69  |         |
| 25.   | 1     | Севак Јегикјан           | Јерменија            | 8:23,83  | НР      |
| 26.   | 2     | Валентин Смирнов         | Русија               | 8:29,23  |         |

* Руски такмичар Јегор Николајев који је водио у трећој групи, у току трке сударио се са албанским скакачем удаљ, који је прелазио стазу, што му је умањило шансе за добар резултат, па му је дозвољено да учествује у финалној трци као 13 такмичар..

### Финале
| Плас. | Стаза | Атлетичар        | Држава               | Време   | Белешка |
| ----- | ----- | ---------------- | -------------------- | ------- | ------- |
|       | 1     | Мохамед Фара     | Уједињено Краљевство | 7:53,00 |         |
|       | 5     | Хајле Ибрахимов  | Азербејџан           | 7:53,32 |         |
|       | 11    | Халил Акаш       | Турска               | 7:54,19 |         |
| 4     | 10    | Енди Бадели      | Уједињено Краљевство | 7:54,49 | ЛРС     |
| 5     | 8     | Хесус Еспања     | Шпанија              | 7:54,66 |         |
| 6     | 7     | Руи Силва        | Португалија          | 7:59,49 |         |
| 7     | 2     | Јоан Диран       | Француска            | 8:02,40 |         |
| 8     | 12    | Флоријан Карваљо | Француска            | 8:02,92 |         |
| 9     | 6     | Мерт Гирмагелесе | Турска               | 8:04,00 |         |
| 10    | 3     | Стефано ла Роса  | Италија              | 8:04,12 |         |
| 11    | 9     | Данијеле Меучи   | Италија              | 8:04,82 |         |
| 12    |       | Јегор Николајев  | Русија               | 8:05,49 |         |
| 13    | 4     | Сјархеј Платонау | Белорусија           | 8:09,22 |         |

### Пролазна времена у финалу
| Дистанца | Атлетичар       | Држава               | Време   |
| -------- | --------------- | -------------------- | ------- |
| 1.000 м  | Хајле Ибрахимов | Азербејџан           | 3:07,51 |
| 2.000 м  | Мохамед Фара    | Уједињено Краљевство | 6:06,10 |

## Rеференце
1. ↑  „Светска ранг листа атлетичара на 3.000 метара у дворани 2011.”. Архивирано из оригинала 08. 02. 2015. г. Приступљено 08. 02. 2015.
2. ↑  Светска ранг листа атлетичара на 3.000 метара у дворани 2011. ИААФ
3. ↑  „Стартна листа” (PDF). Архивирано из оригинала (PDF) 16. 07. 2011. г. Приступљено 26. 03. 2011.
4. ↑  Sport pl. (pl)